# 洛桑會議 (1932年)
洛桑会议在1932年6月16日至7月9日举行，是关于德国在第一次世界大战后的赔款问题。会议在瑞士的洛桑市举行，与会国包括德国、英国与法国。因为签订了凡尔赛条约，当时德国的政府需要支付巨额赔款。
由于经济大萧条造成德国银行危机，德国偿还赔款的能力受到极大限制。1931年美国推出的胡佛暂停令给予的宽限到期后，经多个经济专家委员会评议和國際清算銀行评估后一致认定德国仍然不能恢复偿付赔款，因此决定召开新的赔偿会议决定下一步方案。会后德国停止支付赔款。
1932年12月，美国國會否决上述的减债建议，仅让德国按照原有1930年美国的杨格计划偿还赔款。最后，此建议也同样失效。德国没有再赔偿。实际上，德国支付了的金额，仅仅是凡尔赛条约所订赔款的八分之一。

## 参看
- 凡尔赛条约